# Schaapskooi Schijndel

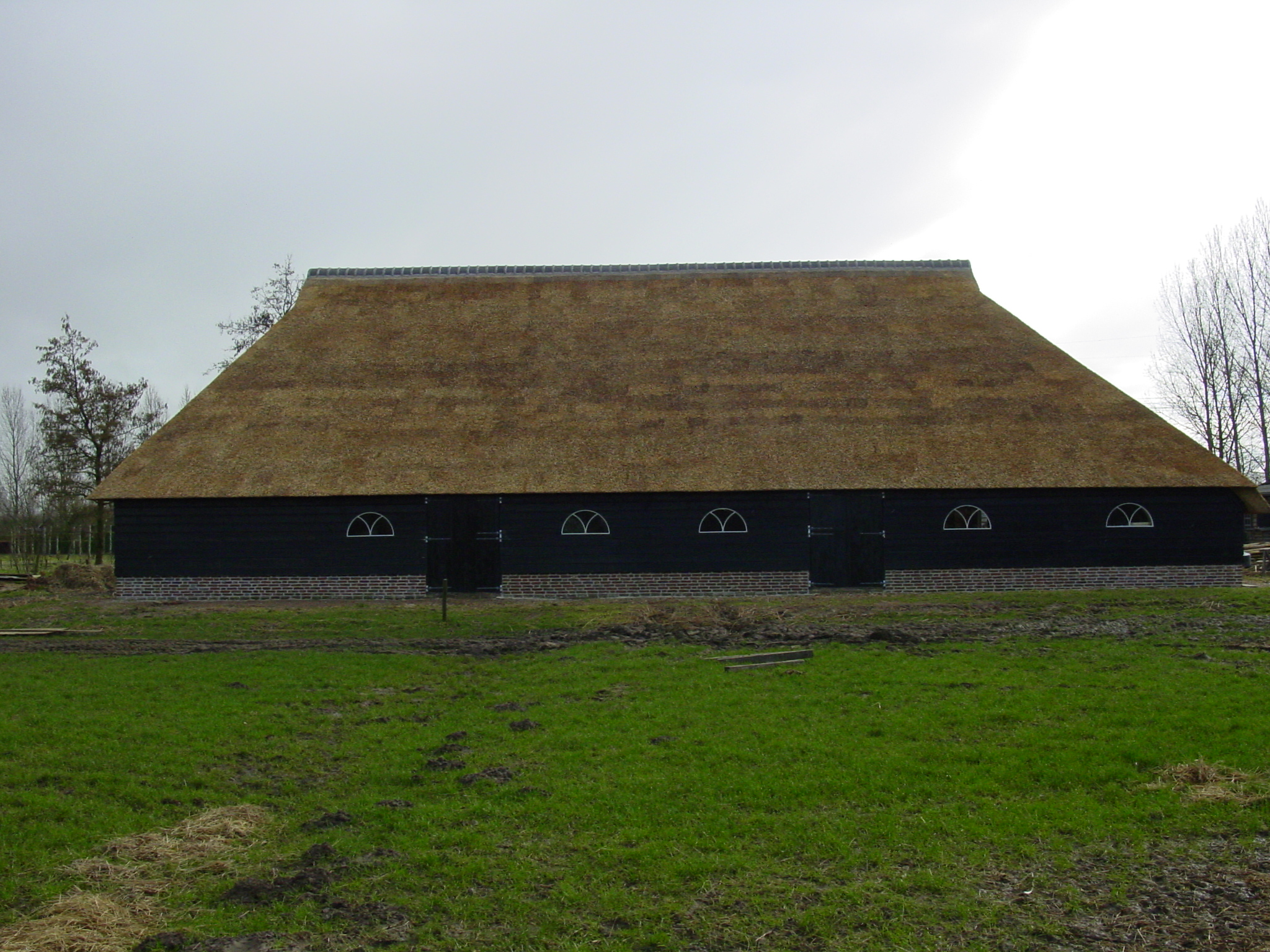
Schaapskooi Schijndel

Schaapskooi Schijndel is een schaapskooi die fungeert als trefpunt van waaruit wandelend en fietsend het Wijboschbroek en het Nationaal Landschap Het Groene Woud verkend kan worden. Rondom de kooi zijn diverse inheemse rassen te zien, zoals het Drents heideschaap, het Veluws heideschaap, het Mergellandschaap, Schoonebeker heideschaap, Zwartblesschaap en Kempisch heideschaap.
De schaapskooi levert een bijdrage aan het natuurbeheer van het Wijboschbroek en de Smaldonk. De schapen begrazen de dreven en de bermen in dit gebied. Zo voorkomen ze het dichtgroeien van deze plaatsen. De schaapskudde is van 1 april tot 1 november in dit gebied aan het werk in opdracht van Staatsbosbeheer en de gemeente Meierijstad.
De schaapskooi is gelegen aan de Martemanshurk 12 te Schijndel. Bij de kooi zijn alle activiteiten rondom het houden van schapen te zien. Zo is er onder andere jaarlijks een lammetjes- en scheerdersdag.
Medio februari 2007 werd de herbouw van een Vlaamse schuur uit Cromvoirt voltooid. 
Inmiddels is ook het bezoekerscentrum gereed. 
In september 2009 werd een aanvang gemaakt met een hooiberg en veldschuur. Deze gebouwen zijn eind 2010 afgerond.
Op het terrein van de schaapskooi nabij de plek waar hop wordt geteeld is men in januari 2012 gestart met de bouw van een hopest. Een hopest is een schuur waarin de hopbellen worden gedroogd. Het gebouw is opgetrokken in de ouderwetse fitselstektechniek. Dat betekent dat de wanden bestaan uit een vlechtwerk van twijgen die worden afgesmeerd met een mengsel van leem en stro.
Vanaf april 2018 is het terrein uitgebreid met een Hoenderhof waar 8 verschillende hoenders, waaronder de Brabander, Brabants Boerenhoen, Kraaikop, Schijndelaar en Chaamse Hoen zijn ondergebracht.